# Sylwester (Kulabka)
Sylwester, imię świeckie Symeon Petrowicz Kulabka (ur. 1704 w Łubniach, zm. 6 kwietnia?/17 kwietnia 1761) – biskup Rosyjskiego Kościoła Prawosławnego.
W 1726 ukończył Akademię Mohylańską. W roku następnym złożył wieczyste śluby mnisze, po czym został wyświęcony na hieromnicha i zatrudniony w Akademii jako jej wykładowca. Od 1738 pełnił funkcję prefekta Akademii, zaś od 1740 - jej rektora. Równocześnie był przełożonym monasteru Objawienia Pańskiego w Kijowie (tzw. Brackiego), z godnością archimandryty.
18 listopada 1745 przyjął chirotonię biskupią i objął zarząd eparchii kostromskiej i galickiej.
Od 1750 był arcybiskupem petersburskim i fińskim oraz członkiem Świątobliwego Synodu Rządzącego Rosyjskiego Kościoła Prawosławnego.
W swoich czasach uważany był za znakomitego teologa i kaznodzieję. Autor łacińskojęzycznego kursu teologii i filozofii, zachowanego w rękopisie.